# 마틴 밴 뷰런
마틴 밴 뷰런(영어: Martin Van Buren, 본명 네덜란드어: Maarten Van Buren, 1782년 12월 5일 ~ 1862년 7월 24일)은 미국의 8번째 대통령(1837~41)이다. 그 이전에는 제8대 부통령과 제10대 국무부 장관을 역임했다. 그는 민주당의 핵심 발기인이며, 아일랜드계인 앤드루 잭슨과 함께 두 번째 비영국계 대통령으로 첫 네덜란드계, 그리고 첫 뉴욕주 출신의 미국 대통령이었다. 그의 제1언어는 영어가 아니라 네덜란드어였다.
그는 임기 중에 경제 문제에 시달려야 했고, 그 임기는 1837년의 공황과 함께 시작되었다. 아루스툭 전쟁과 캐롤라인 사건 동안 영국과 식민지인 캐나다와의 관계에 긴장이 고조되었다. 자신의 실패 여부에 관계없이 밴 뷰런은 4년 후 대통령의 자리에서 물러나야만 했다. 선거의 결과 근소한 차이였지만, 선거인단 투표에서 완패하고 윌리엄 헨리 해리슨이 대통령으로 당선되었다. 노예제도를 둘러싼 북부와 남부의 대결 분위기에 수동적으로 끌려다녔다.
1848년 밴 뷰런은 자유토지당 대통령 후보로 출마했다. 마틴 밴 뷰런은 국무부 장관, 부통령, 대통령을 경험한 두 명 중의 1명으로 나머지 한 명은 토머스 제퍼슨이다.

## 어린 시절

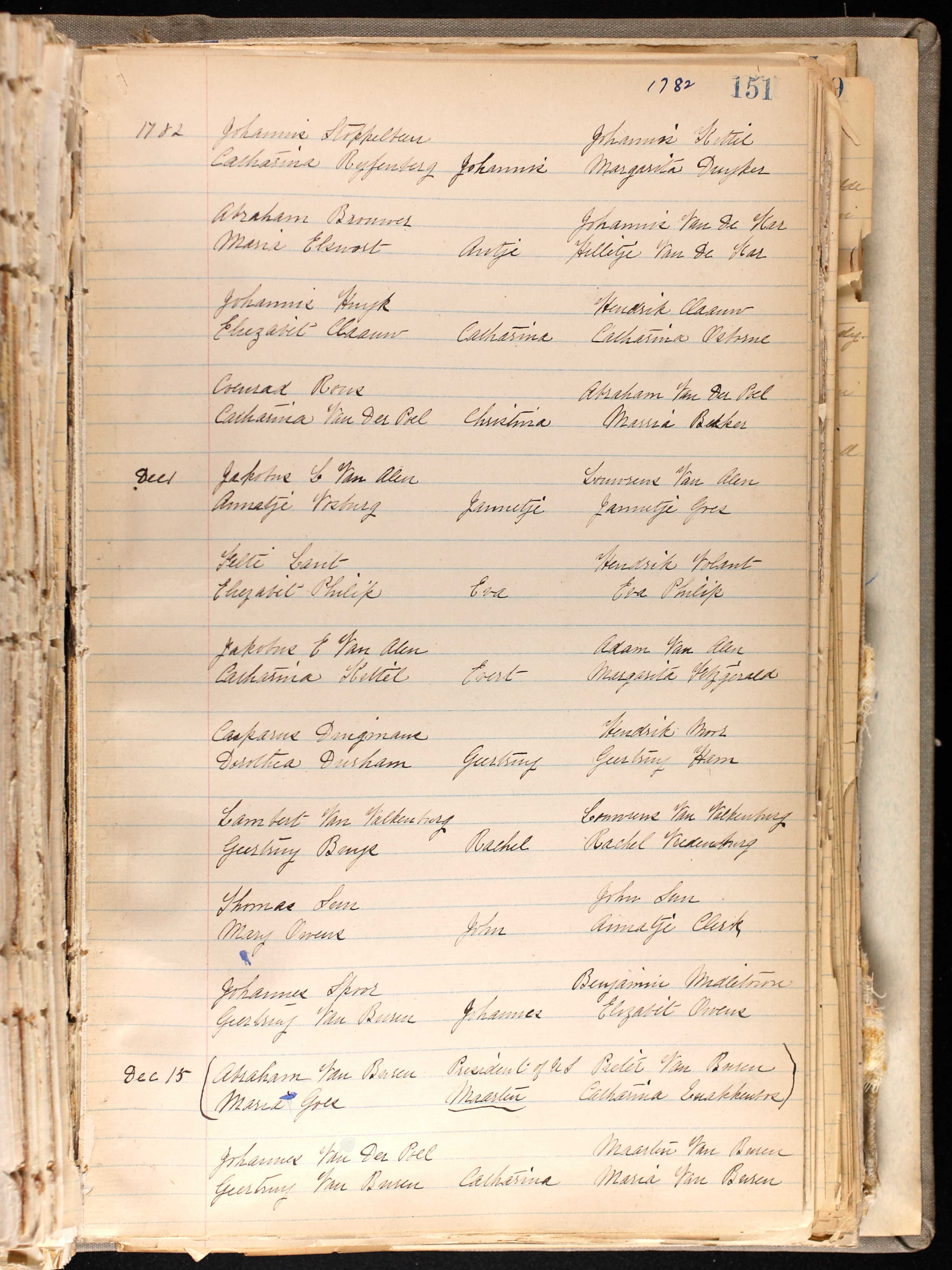
밴 뷰런의 첫 이름의 네덜란드어 철자 "마르턴" (Maarten)을 나타내는 기록 문서

뉴욕 식민지 킨더후크의 네덜란드인 공동체 지역에서 에이버러햄과 마리아 밴 뷰런의 5명 자식들 중에 셋째로 태어났다. 어머니 마리아 호이스는 요하네스 반 알렌의 미망인이었으며, 첫 결혼 시절에 3명의 자식을 두었다. 아버지 에이브러햄 밴 뷰런은 술집과 시장 판매용 채소 재배원을 운영하였다.
어린 마틴 밴 뷰런은 마을 학교에 다녔으며, 14세 때에 지방 검사 프랜시스 실베스터 아래 법률을 공부하였다. 15세가 되면서 처음으로 법원 재판에 참석하였다.
1801년 밴 뷰런은 뉴욕으로 이주하여 자신의 공부를 지속적으로 하였다. 1803년 법정에 수용되었고 고향에서 이복형 제임스 반 알렌과 함께 법률 사무소를 열었다.
1807년 자신의 먼 사촌이자 어린 시절의 애인 한나 호이스(1783~1819)와 결혼하였다. 한나 여사는 남편이 대통령이 되기 18년 전에 사망하였다. 4명의 아들을 두었으며, 맏아들 에이브러햄은 아버지의 백악관 비서를 지냈으며, 후에 멕시코 전쟁 중에 재커리 테일러 장군의 참모가 되었다. 둘째 존은 뉴욕의 법무 장관이 되었다.

## 정치적 경력
토머스 제퍼슨의 조언과 밴 뷰런 자신의 열정이 민주공화당원으로서 그가 정계에 들어가는 계기가 되었다. 1812년에는 뉴욕 상원에 선출되었고, 4년 후의 재선 전에 그는 뉴욕의 법무 장관으로 임명되었다.
그 직에서 밴 뷰런은 투표에 돌아오는 시민들을 위한 호의적인 일을 하는 첫 근대 정치적 기구를 형성하는 도움을 주었다. 그의 기구는 올버니 섭정으로 알려졌다.

### 미국 상원
1820년 뉴욕에서 민주공화당이 갈라지면서 밴 뷰런에게 자신의 새로운 정치적 권력을 발휘하는 기회를 주었다. 주지사 드 위트 클린턴은 특별 선거를 통하여 존 C. 카펜터를 미국 상원으로 앉히려고 하였다. 밴 뷰런은 클린턴을 반개하고 독립적인 연방당원 루퍼스 킹의 선거를 성공적으로 처리하였다. 1년 후에 다른 상원석이 비어있을 때, 입법부가 그를 선출하는 데 밴 뷰런의 신분이 늘어났다.
1821년 12월 3일 상원 석을 차지하였다. 그는 당시 위대한 사회악인 빚을 위한 투옥에 대항하는 지도자가 되었다. 1828년 의회는 투욕을 폐지하는 법률을 통과시켰다. 밴 뷰런은 또한 노예 무역의 확대를 멈추는 데 노력하기도 하였다. 그는 플로리다에서 노예들이 정착자들에 의하여 소유되지 않은 한, 거기에 노예 수입을 금지시키는 법안을 소개하였으나 패하고 말았다.
1827년 상원에 재선되었으며 그해에 그는 올버니의 섭정과 버지니아주의 권력있는 민주당 기구 리치먼드 비밀결사 사이에 동맹을 창립하였다. 두 기구들은 앤드루 잭슨이 더욱 주들의 권리들을 보호하는 것 같은 생각이 든 이유로 그를 대통령에 후원하였다.

### 국무부 장관
1828년 후순에 뉴욕 주지사에 선출된 후 상원직을 사임하였다. 2달간 만의 주지사를 지내고나서 잭슨 대통령 아래에 국무부 장관이 되는 서명을 하였다. 밴 뷰런은 성공적으로 나폴레옹 전쟁 동안에 프랑스와 덴마크의 군함들에 의하여 손상된 미국의 선박을 위한 청구를 강조하였다.
그의 지도력 아래 미국은 영국령 서인도 제도와 통상을 재설립하였다. 1826년 영국이 자기들의 상품에 높은 미국의 관세에 보복으로 미국 상선에게 서인도 제도의 항구들을 닫았다.

### 부통령
1831년 잭슨 대통령은 밴 뷰런을 영국 주재 미국 공사로 임명하였다. 그러난 상원은 하나의 투표에 의하여 임명을 확신하는 데 거절하였다. 이 법령에 의하여 밴 뷰런의 적들은 자신들이 그의 경력을 파괴시킨 것 같은 생각이 들었다. 잭슨은 상원의 행위를 개인적 모욕으로 간주하였고, 1832년 밴 뷰런의 부통령 지명을 지지하였다. 또한 밴 뷰런이 다음 대통령이 되는 데 자신의 선택을 명확히 하였다.
부통령으로서 밴 뷰런은 미국 은행(Bank of the United States)으로부터 연방적 저축들을 인출하는 잭슨의 결정을 마지못해 후원하였다. 또한 사우스캐롤라이나주가 비헌법적인 연방법을 선언한 후에 연방 권위를 집행시키는 잭슨의 행위들을 지지하는 데 주저하기도 하였다.

1836년 미국 대통령 선거를 나타내는 지도

### 1836년 대통령 선거
밴 뷰런의 정치적 믿음들의 앙심에 그는 잭슨의 성원을 유지하였고 1836년 대통령 선거를 위한 민주당 후보전을 쉽게 우승하였다. 그는 휘그당의 윌리엄 헨리 해리슨 주요 후보를 97석 사이로 꺾었다.
부통령 선거전에서는 아무 후보자들도 선거의 다수를 얻지 않았다. 그러고나서 미국 상원은 밴 뷰런의 러닝메이트로 켄터키주의 하원 리처드 M. 존슨을 선택하였다. 다른 부통령들은 아무도 상원에 의하여 선출되지 않았다.

## 대통령 임기

### 1837년의 공황

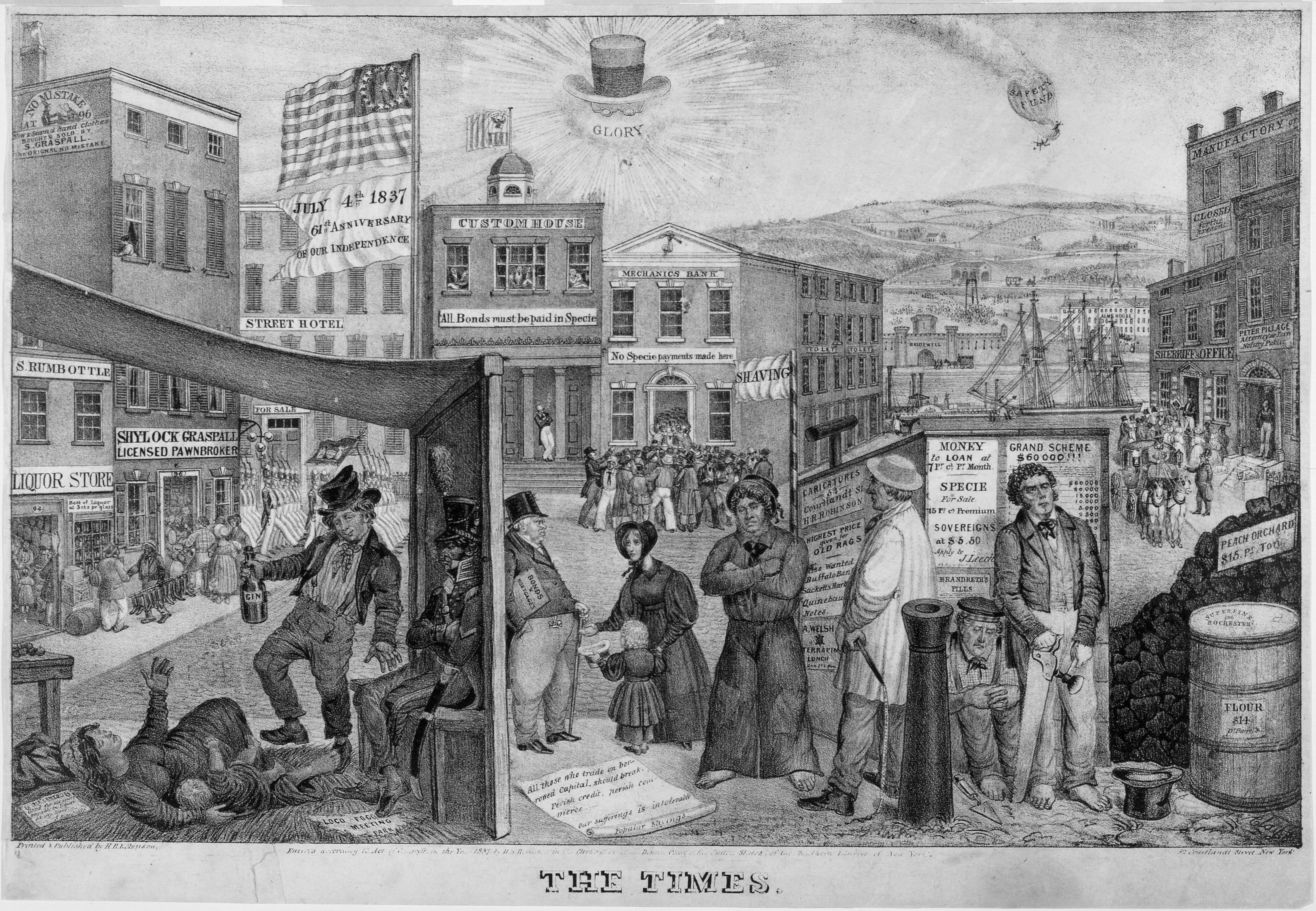
1837년 공황

밴 뷰런은 잭슨에게 대통령직 빚을 졌다. 그러나 잭슨 행정부 동안에 밴 뷰런을 대통령으로서 향한 많은 문제들이 발생하였다. 잭슨의 마지막 임기에 주장한 행위에 불구하고, 의회는 현실적 정착자들에게 공유지들을 파는 데 제한시키는 것을 실패하였다. 서기들과 구두닦기 소년들 마저 모든이들은 공유지들에서 사색하였다.
주립 은행들과 미국 은행의 지점들은 투기 과식에 가입하였다. 그들은 금과 은으로 보증없이 거대한 대부금을 만들었다. 대지 판매들에 제한시키지 못하면서 잭슨은 1836년 7월 11일 자신의 "정금 순환"을 발행하였다. 그 발행물은 정부가 공유지들을 위한 납입에 금과 은 만을 받아들이는 데 요구하였다. 은행들은 보증없이 더 이상 대부금을 만들지 못하였고 투기는 종말을 맺었다.
재정적 폭락은 면하기 어려웠고, 밴 뷰런이 대통령이 된지 67일 만인 1837년 5월 10일에 일어났다. 뉴욕과 필라델피아의 은행들이 문을 닫았고, 곧 국가의 모든 은행들도 연달아 닫기 시작하였다. 미국 역사상 첫 대공황이 시작되었다.

### 독립적인 재무성
1837년의 공황은 밴 뷰런을 정치적으로 위험한 상황에 놓이게 하였다. 그가 연방적 권력의 상요을 제한 시키는 보증을 하였어도, 밴 뷰런은 개인 은행들에서 저축된 정부의 기금을 보호하는 데 중대하게 활약하였다. 그는 의회를 특별 개회로 소환하였고, 정부의 돈을 보유하는 재무부를 창시하는 데 제의하였다. 이 계획을 차차 효력으로 몰아낸 법안은 두번이나 패하였으나 결국 1840년 7월 4일 의회를 통과시켰다.
재무성을 둘러싼 투쟁은 밴 뷰런에게 특히 가장 민주당 주들인 뉴욕과 버지니아에서 많은 은행원들과 은행 주주들에 성원을 들였다. 이 손해는 재선을 위한 그의 입찰을 무력하게 하였다.

### 인기가 떨어지다

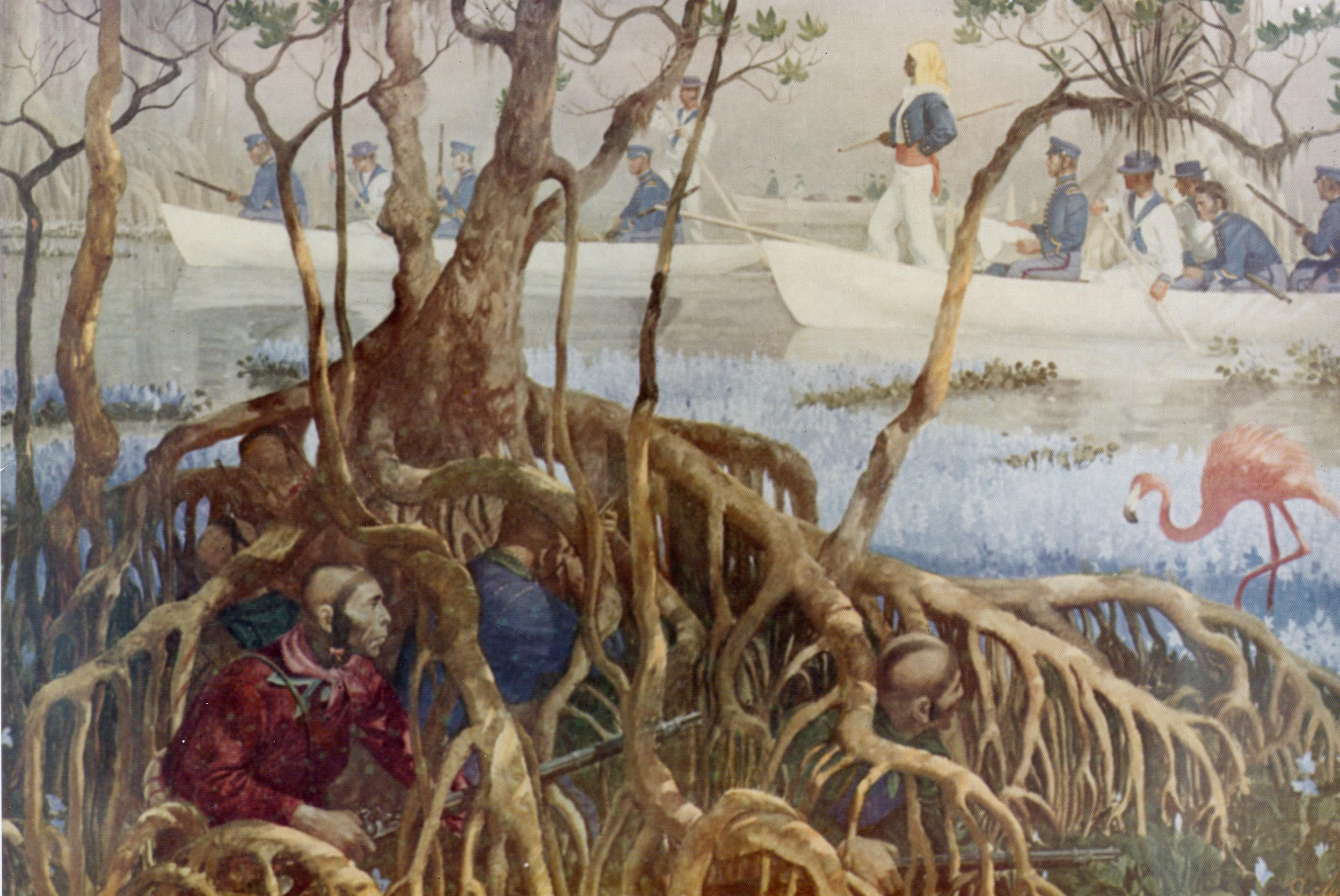
제2차 세미놀 전쟁이 일어난 동안 에버글레이즈를 찾는 미국 해병의 보트 원정대

밴 뷰런의 행정부 동안에 공황은 많은 소란들 중의 하나였다. 경계 분쟁들이 캐나다와 함께 발전하였다. 1839년 메인주와 뉴브런즈윅주 사이의 경계 분쟁은 거의 야전의 결과를 가져왔다. 밴 뷰런은 재치와 함께 문제를 다루었고 논쟁은 평화적으로 안정되었다. 그러나 그는 자신의 노력들에 작은 신용을 받고 말았다.
반노예주의 지도자들이 플로리다로부터 세미놀 족을 몰아낸 비싼 전쟁에 밴 뷰런의 탓으로 돌렸다. 그들은 그 땅이 새로운 노예주가 될 것 같은 근심이 들었다. 친노예주의 지도자들은 텍사스를 병합하는 데 일하지 않은 대통령을 공격하였다. 친노예주의자들은 밴 뷰런이 새로운 노예주를 합중국에 들이는 것을 원하지 않았다고 믿었다.

### 1840년 대통령 선거
그의 인기없던 앙심에서 민주당원들은 밴 뷰런을 1840년 재선을 위하여 후보에 임명하였다. 존슨 부통령은 자신의 재후보 지명을 얻는 데 실패한 수많은 적들이 있었다. 결과로서 밴 뷰런은 미국 역사상 러닝메이트가 없이 선거를 추구한 단 하나의 대통령 후보자가 되었다. 휘그당은 다시 윌리엄 헨리 해리슨을 대통령 후보로 지명하였고, 버지니아 주의 전 상원 존 타일러를 그의 러닝메이트로 선택하였다.
해리슨은 밴 뷰런을 공황에 의하여 원인이 된 실업에서 아무런 이익이 없던 귀족으로 공격한 거친 선거 운동을 일으켰다. "티퍼카누와 타일로도"라는 슬로건을 이용하면서 해리슨은 자신의 화려한 군사 경력에 기지를 둔 선거 운동을 벌였다. 밴 뷰런이 234 대 60 석으로 패한 것에 대하여 몇 사람들을 놀랐으나 많은 사람들은 가까운 인기적 투표에 의하여 몹시 놀랐다. 240만의 투표 석으로 밴 뷰런은 15만 석보다 약간의 차이로 패하였다.

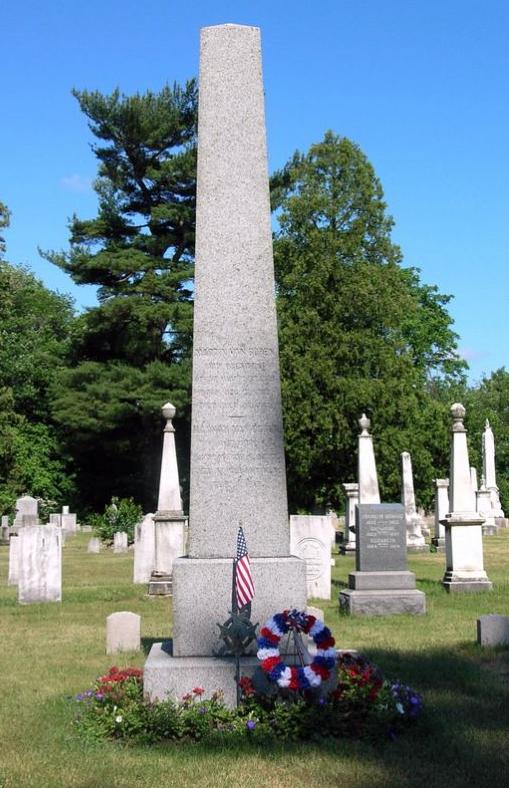
밴 뷰런의 묘비

## 이후의 세월
밴 뷰런은 킨더후크 근처 린더널드에 있는 자신의 시골 사유지에서 퇴직 생활을 하였다. 그는 20년 이상 동안이나 정치적 활동에 남아있었다.
1848년 반노예주의적 자유토지당이 그를 대통령 후보로 지명하였으나 낙선하였다. 노예 제도가 더욱 격렬해지면서 밴 뷰런은 자신의 반노예주의적 자세를 명확히 하였다. 그러나 그는 충성스러운 민주당원으로 남아있었고, 1852년과 1856년 선거에서 각각 프랭클린 피어스와 제임스 뷰캐넌을 지지하였다.
1862년 7월 24일 자신의 저택에서 향년 80세로 사망하여 자신의 부인 옆에 안장되었다. 린더널드 사유지는 1974년 마틴 밴 뷰런 국립 사적이 되었다.

## 일화
그는 대통령 재임시 선물받은 낙타를 키웠다. 이로써 존 퀸시 애덤스 다음으로 두번째로 낙타를 키운 대통령이 되었다

## 역대 선거 결과
| 선거명      | 직책명                | 대수 | 정당          | 득표율 | 득표수 (선거인단)  | 결과 | 당락                 |
| ----------- | --------------------- | ---- | ------------- | ------ | ------------------ | ---- | -------------------- |
| 1821년 선거 | 상원의원 (뉴욕 제1부) | 17대 | 민주공화당    | 58.28% | 88표               | 1위  | 뉴욕주 상원의원 당선 |
| 1824년 선거 | 미국의 부통령         | 7대  | 민주공화당    | 3.46%  | 0표 (9명)          | 5위  | 낙선                 |
| 1827년 선거 | 상원의원 (뉴욕 제1부) | 20대 | 잭슨파 민주당 | 71.92% | 105표              | 1위  | 뉴욕주 상원의원 당선 |
| 1828년 선거 | 뉴욕 주지사           | 9대  | 민주당        | 49.46% | 136,794표          | 1위  | 뉴욕 주지사 당선     |
| 1832년 선거 | 미국의 부통령         | 8대  | 민주당        | 54.24% | 701,780표 (189명)  | 1위  | 미국의 부통령 당선   |
| 1836년 선거 | 미국의 대통령         | 8대  | 민주당        | 50.83% | 764,176표 (170명)  | 1위  |                      |
| 1840년 선거 | 미국의 대통령         | 9대  | 민주당        | 46.81% | 1,128,854표 (60명) | 2위  | 낙선                 |
| 1848년 선거 | 미국의 대통령         | 12대 | 자유토지당    | 10.12% | 291,501표 (0명)    | 3위  | 낙선                 |